# NGC 871
NGC 871 est une galaxie spirale barrée située dans la constellation du Bélier. NGC 871 a été découverte par l'astronome germano-britannique William Herschel en 1784.

## Caractéristiques
Sa vitesse par rapport au fond diffus cosmologique est de 3 482 ± 18 km/s, ce qui correspond à une distance de Hubble de 51,4 ± 3,6 Mpc (∼168 millions d'al).
À ce jour, 11 mesures non basées sur le décalage vers le rouge (redshift) donnent une distance de 34,445 ± 5,806 Mpc (∼112 millions d'al), ce qui est à l'extérieur des valeurs de la distance de Hubble. Notons que c'est avec la valeur moyenne des mesures indépendantes, lorsqu'elles existent, que la base de données NASA/IPAC calcule le diamètre d'une galaxie et qu'en conséquence le diamètre de NGC 871 pourrait être d'environ 19,7 kpc (∼64 300 al) si on utilisait la distance de Hubble pour le calculer.
La classe de luminosité de NGC 871 est III et elle présente une large raie HI.

## Groupe de NGC 877
NGC 871 fait partie d'un groupe de galaxies d'au moins 8 membres, le groupe de NGC 877. Outre NGC 871 et NGC 877, les autres galaxies du groupe sont IC 1791, NGC 876, UGC 1693, UGC 1761, UGC 1773 et UGC 1817.
NGC 871 et NGC 877 forment une paire de galaxies,.